# Roman social
Le roman social est un genre littéraire qui dénonce, généralement par le biais d'une fiction réaliste, des problèmes sociaux et leurs effets sur les personnes ou groupes qui en sont victimes, issus des classes populaires (la classe ouvrière le plus souvent, mais aussi la paysannerie).
Parmi ses thèmes les plus fréquents on trouve les inégalités économiques et sociales, la pauvreté et ses corollaires (famine, chômage, insalubrité et promiscuité au sein du logement), les conditions de travail, la santé (alcoolisme, maladies contagieuses, mortalité précoce, hérédité), la violence (familiale, criminelle, politique) et la répression politique et antisyndicale.

## France
Le roman social apparaît au XVIIIe siècle, époque à laquelle les romanciers mettent la fiction au service d’une vision politique et/ou sociale. Le roman permet à son auteur de dénoncer les pouvoirs politiques et les vices du siècle. En déléguant la parole à un personnage, la littérature se révèle une arme de choix contre les censeurs.
L'âge d'or du roman social sera le XIXe siècle, où la censure est plus légère, et où la révolution industrielle en Europe de l'Ouest bouleverse l'ordre de la société, avec la redistribution des richesses en faveur de la bourgeoisie, les migrations vers les villes, l'apparition de la classe ouvrière et l'évolution des mœurs. En France, après le déclin du romantisme, le roman-feuilleton réaliste touche un large public, avec un accent sur les questions sociales. Des auteurs parmi les plus importants du siècle signent des livres que l'on pourrait qualifier de « romans sociaux », comme Balzac et sa Comédie humaine, George Sand avec Le Compagnon du Tour de France (1840), La Mare au Diable (1846) et La petite Fadette (1849) ; Victor Hugo avec Les Misérables (1862), et bien entendu Zola qui porte le concept à son expression la plus aboutie et la plus radicale dans les années 1860 à 1900.
Au XXe siècle, le spectre des questions abordées par le roman s'élargit encore, contribuant à rendre plus flous les contours du roman social, qui n'a jamais véritablement été un genre littéraire. En France, un roman comme Mort à crédit de Céline pourrait par exemple être qualifié de roman social, mais cette étiquette reste rare. Au XXIe siècle, elle est accolée par la critique à des auteurs comme Olivier Adam, qui la refuse, ou Gérard Mordillat, qui l'accepte.
L'Association pour la formation professionnelle des adultes (AFPA) a créé en 2012 un « prix du roman social » qui retient une définition très vaste : un ouvrage qui « aura placé l’enjeu humain en son centre et aura porté le regard le plus juste et authentique sur la société actuelle ».

## Grande-Bretagne
Bien que ce sous-genre du roman soit généralement vu comme ayant ses origines au XIXe siècle, il y avait des précurseurs au XVIIIe siècle, comme Amelia par Henry Fielding (1751), Things as They Are, or The Adventures of Caleb Williams (1794) par William Godwin, Les Aventures de Hugh Trevor (1794-1797) par Thomas Holcroft, et La Nature et l'Art (1796) par Elizabeth Inchbald. Cependant, alors qu'Inchbald a attribué la responsabilité des problèmes sociaux à la dépravation et à la corruption des individus, Godwin, dans Caleb Williams, a vu la corruption de la société comme insurmontable.
En Angleterre, dans les années 1830 et 1840, le roman social « est né des bouleversements sociaux et politiques qui ont suivi le Reform Act de 1832 ». C'était à bien des égards une réaction à l'industrialisation rapide et aux problèmes sociaux, politiques et économiques qui y étaient associés et était un moyen de commenter les abus du gouvernement et de l'industrie et la souffrance des pauvres qui ne profitaient pas de la prospérité économique. Ces travaux visaient la classe moyenne pour créer de la sympathie et promouvoir le changement. On l'appelle aussi la condition du roman anglais. L'expression « Condition of England Question » a été utilisée par Thomas Carlyle dans Chartism (1839), et « Les romans sur la condition de l'Angleterre ont cherché à aborder directement les questions sociales et politiques contemporaines en mettant l'accent sur la représentation de la classe, le sexe et les relations de travail, ainsi que sur les troubles sociaux et l'antagonisme grandissant entre les riches et les pauvres en Angleterre ». Le mouvement chartiste était un mouvement réformiste politique ouvrier qui recherchait le suffrage universel et d'autres réformes parlementaires. Le chartisme a échoué en tant que mouvement parlementaire; cependant, cinq des « six points » du chartisme deviendraient une réalité dans un siècle de la formation du groupe.
Un exemple précoce significatif de ce genre est Sybil (ou The Two Nations), un roman de Benjamin Disraeli. Publié en 1845, la même année que La Situation de la classe ouvrière en Angleterre en 1844 de Friedrich Engels, Sybil retrace le sort des classes laborieuses d'Angleterre. Disraeli s'intéressait aux conditions horribles dans lesquelles vivait la majorité des classes ouvrières d'Angleterre. Le livre est un roman à thèse visant à créer un sentiment de fureur au sujet de la misère qui sévissait dans les villes ouvrières de l'Angleterre. L'intérêt de Disraeli pour ce sujet provenait de son intérêt pour le mouvement chartiste.
Un autre exemple précoce du roman social est Alton Locke (1849) de Charles Kingsley, un travail qui vise à exposer l'injustice sociale subie par les travailleurs dans le commerce des vêtements ainsi que les épreuves et les tribulations des travailleurs agricoles. Il donne également un aperçu de la campagne chartiste dans laquelle Kingsley a été impliqué dans les années 1840.
Le premier roman industriel d'Elizabeth Gaskell, Mary Barton (1848) traite des relations entre employeurs et travailleurs, mais son récit adopte la vision des travailleurs pauvres et décrit la « misère et les passions haineuses causées par l'amour de la poursuite de la richesse et de l'égoïsme. et l'insensibilité des fabricants ». Dans Nord et Sud (1854-1855), son deuxième roman industriel ou social, Elizabeth Gaskell revient sur la situation précaire des travailleurs et leurs relations avec les industriels, en se concentrant davantage sur la pensée et la perspective des employeurs. Shirley (1849), deuxième roman publié par Charlotte Brontë après Jane Eyre, est aussi un roman social. Situé dans le Yorkshire entre 1811 et 1812, lors de la dépression industrielle résultant des guerres napoléoniennes et de la guerre anglo-américaine de 1812, l'action de Shirley se déroule sur fond de soulèvement luddite dans l'industrie textile du Yorkshire.
Les problèmes sociaux sont également une préoccupation importante dans les romans de Charles Dickens, notamment la pauvreté et les conditions de vie malsaines qui y sont associées, l'exploitation des gens ordinaires par les prêteurs, la corruption et l'incompétence du système juridique, ainsi que l'administration des lois sur les pauvres. Dickens était un critique féroce de la pauvreté et de la stratification sociale de la société victorienne. Dans une adresse new-yorkaise, il exprima sa conviction que « la vertu se montre aussi bien en haillons qu'en lin pourpre et fin ». Le deuxième roman de Dickens, Oliver Twist (1839), choqua les lecteurs avec ses images de la pauvreté et du crime, détruisant les polémiques de la classe moyenne sur les criminels, et plaçant le lecteur ds l'impossibilité de feindre d'ignorer ce que la pauvreté impliquait,. Hard Times de Charles Dickens (1854) se déroule dans une petite ville industrielle des Midlands. Il critique particulièrement l'effet de l'utilitarisme sur la vie des classes laborieuses dans les villes. John Ruskin a déclaré que Hard Times était son travail préféré de Dickens en raison de son exploration de questions sociales importantes. Walter Allen a qualifié Hard Times de « critique inégalée de la société industrielle », surpassée plus tard par les travaux de D. H. Lawrence. Karl Marx a affirmé que Dickens « a publié au monde plus de vérités politiques et sociales que celles qui ont été prononcées par tous les politiciens professionnels, les publicistes et les moralistes réunis ». D'autre part, George Orwell, dans son essai sur Dickens, a écrit: « Il n'y a aucun signe clair qu'il veut que l'ordre existant soit renversé, ou qu'il croit que cela ferait une grande différence s'il était renversé. sa cible n'est pas tant la société que la nature humaine ».

## Russie
L'écrivain russe Léon Tolstoï s'est fait le champion de la réforme pour son propre pays, en particulier dans l'éducation. Tolstoï ne considérait pas son œuvre la plus célèbre, Guerre et Paix comme un roman (il ne considérait pas non plus que de nombreuses grandes fictions russes écrites à cette époque étaient des romans). Cette vue devient moins surprenante si l'on considère que Tolstoï était un romancier de l'école réaliste qui considérait le roman comme un cadre pour l'examen des questions sociales et politiques dans la vie du dix-neuvième siècle. Guerre et Paix (qui est pour Tolstoï une véritable épopée en prose) ne pouvait donc être qualifié de roman. Tolstoï pensait qu'Anna Karénine était son premier vrai roman.

## États-Unis
Le roman anti-esclavagiste de Harriet Beecher Stowe, La Case de l'oncle Tom (1852), est un exemple américain. Le terme de thèse ou roman de propagande est également utilisé pour ce roman, car il est « fortement bâti pour convertir le lecteur à la position de l'auteur », au sujet de l'esclavage. Il y a un récit apocryphe qui raconte que quand Stowe a rencontré Abraham Lincoln à Washington en novembre 1862, le président l'a saluée en disant : « Donc vous êtes la petite femme qui a écrit le livre qui a déclenché cette grande guerre ». L'œuvre de Twain Huckleberry Finn (1884) est un autre roman de protestation sociale américain. Une grande partie de l'érudition moderne de Huckleberry Finn s'est concentrée sur son traitement de la race. Beaucoup d'érudits de Twain ont soutenu que le livre, en humanisant Jim et en exposant les sophismes des suppositions racistes de l'esclavage, est une attaque contre le racisme. D'autres ont soutenu que le livre n'est pas à la hauteur de ce point, surtout dans sa description de Jim. Selon le professeur Stephen Railton de l'Université de Virginie, Twain était incapable de s'élever au-dessus des stéréotypes des Noirs que les lecteurs blancs de son époque attendaient et appréciaient, et avait donc recours au style comique minstrel show pour fournir de l'humour aux dépens de Jim. a fini par confirmer plutôt que par contester les stéréotypes racistes de la fin du XIXe siècle.
Le roman de John Steinbeck, Les Raisins de la colère, lauréat du prix Pulitzer de 1939, est souvent cité comme le roman de protestation sociale le plus réussi du XXe siècle. Une partie de son impact provient de sa description passionnée du sort des pauvres. Cependant les contemporains de Steinbeck ont attaqué ses opinions sociales et politiques. Ainsi, Bryan Cordyack écrit : « Steinbeck a été attaqué comme un propagandiste et un socialiste tant par la gauche que par la droite du spectre politique. Les plus féroces de ces attaques venaient de l'Associated Farmers of California, ils étaient mécontents de la représentation du livre des agriculteurs californiens « Ils ont dénoncé le livre comme un fatras de mensonges et l'ont qualifié de propagande communiste. Certains ont accusé Steinbeck d'avoir exagéré les conditions du camp pour faire valoir un point de vue politique. La première dame Eleanor Roosevelt a défendu le livre de Steinbeck contre ses détracteurs et a aidé à faire des auditions devant le congrès sur les conditions dans les camps agricoles de migrants, auditions qui ont mené à des modifications des lois fédérales sur le travail.
Le roman de Upton Sinclair, La Jungle (1906), parle de l'industrie de la viande à Chicago. Il fut publié pour la première fois sous forme série dans le journal socialiste Appeal to Reason, du 25 février 1905 au 4 novembre 1905. Sinclair avait passé environ six mois à enquêter sur l'industrie de la viande pour le journal Appeal to Reason, travail qui a inspiré son roman. Sinclair avait l'intention « d'exposer le brise-cœur humain que représente un système qui exploite le travail des hommes et des femmes pour le profit ». Ses descriptions des conditions insalubres et inhumaines que les travailleurs subissaient ont choqué et galvanisé les lecteurs. L'écrivain Jack London a appelé le livre de Sinclair « la case de l'Oncle Tom de l'esclavage salarié ». Les achats nationaux et étrangers de viande américaine ont alors diminué de moitié. Le roman a apporté un soutien public à la législation du Congrès et à la réglementation gouvernementale de l'industrie, y compris l'adoption de la loi sur l'inspection des viandes et de la loi sur les aliments et drogues purs,.
Un roman social plus récent est Un enfant du pays de Richard Wright (1940). Ce roman de protestation fut un best-seller immédiat, écoulant 250 000 exemplaires dans les trois semaines suivant sa publication par le Book of the Month Club, le 1er mars 1940. C'était l'une des premières tentatives réussies pour expliquer la division raciale américaine en termes de conditions sociales imposées aux Afro-Américains par la société blanche dominante. Il a également fait de Wright l'écrivain noir le plus riche de son temps et l'a établi comme un porte-parole des questions afro-américaines, et comme le « père de la littérature noire américaine ». Comme l'a dit Irving Howe dans son essai de 1963 intitulé Black Boys and Native Sons, « Le jour où Native Child est paru, la culture américaine a été changée pour toujours, et peu importe la reconnaissance dont le livre pourrait avoir besoin, elle rendait impossible la répétition des vieux mensonges. [... et] a révélé au grand jour, comme personne ne l'avait jamais fait auparavant, la haine, la peur et la violence qui ont paralysé et peuvent encore détruire notre culture. » Le livre a néanmoins été critiqué par certains écrivains afro-américains. Ainsi l'essai de James Baldwin, Everybody's Protest Novel (1948), rejetait Native Son comme une protestation de fiction, et par conséquent limitée dans sa compréhension du caractère humain et dans sa valeur artistique.
Les romans et les pièces de James Baldwin fictionnalisent des questions et des dilemmes personnels fondamentaux au milieu de pressions sociales et psychologiques complexes qui contrecarrent l'intégration équitable non seulement des Noirs mais aussi des homosexuels masculins, illustrant aussi des obstacles intériorisés à leur quête d'acceptation. C'est le cas notamment dans son deuxième roman, Giovanni's Room (1956), écrit bien avant que l'égalité des homosexuels ne soit largement adoptée en Amérique. Le roman le plus connu de Baldwin reste son premier, Go Tell It on the Mountain (1953).